# Спортивная валка леса
Соревнования по спортивной валке леса начали организовывать в конце XIX века. Первые состязания подобного рода проходили в Австралии и Новой Зеландии. Самые ранние достоверные сведения относятся к соревнованиям «Sydney Royal Easter Show», которые состоялись в Тасмании в 1891 году. Впоследствии этот вид спорта распространился на США и Канаду. В настоящее время в программу состязаний входит около десятка дисциплин. Большинство спортсменов являются профессиональными лесозаготовителями. Однако среди участников соревнований есть и простые любители экстремальных и нетрадиционных видов спорта, не имеющие отношения к лесному хозяйству.
С 2015 года к международным соревнованиям по этому виду спорта допущены женщины. С 2007 года соревнования по спортивной валке леса регионального масштаба проводятся в Карелии. С 2019 года в российских соревнованиях принимают участие женщины.

## Материал

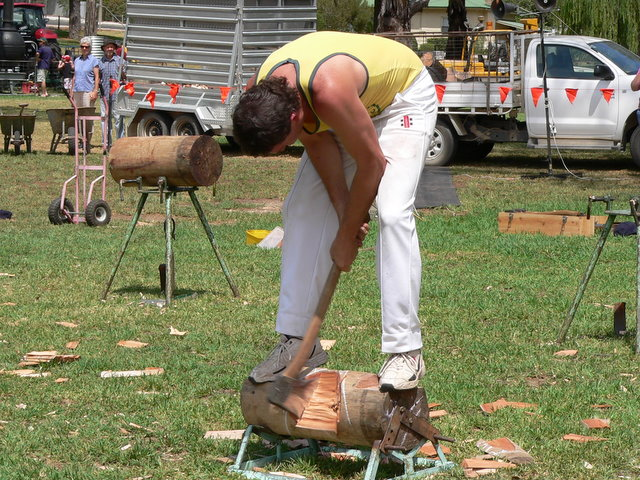
Дисциплина «Underhand Chop».

Для рубки используется древесина тополя или сосны. Чтобы уравнять условия для спортсменов, используется древесина, произрастающая на одном участке. После проверки качества древесины и количества сучьев брёвна обтачивают до нужного диаметра. Брёвна, подготовленные для соревнований, герметично упаковывают и хранят в условиях постоянной температуры. Заготовка древесины производится только зимой. В ходе соревнований может использоваться до 12 тонн лесоматериалов. Остатки древесины используются для отопления или переработки в бумагу, ДСП и другие материалы.

## Дисциплины

### Underhand Chop

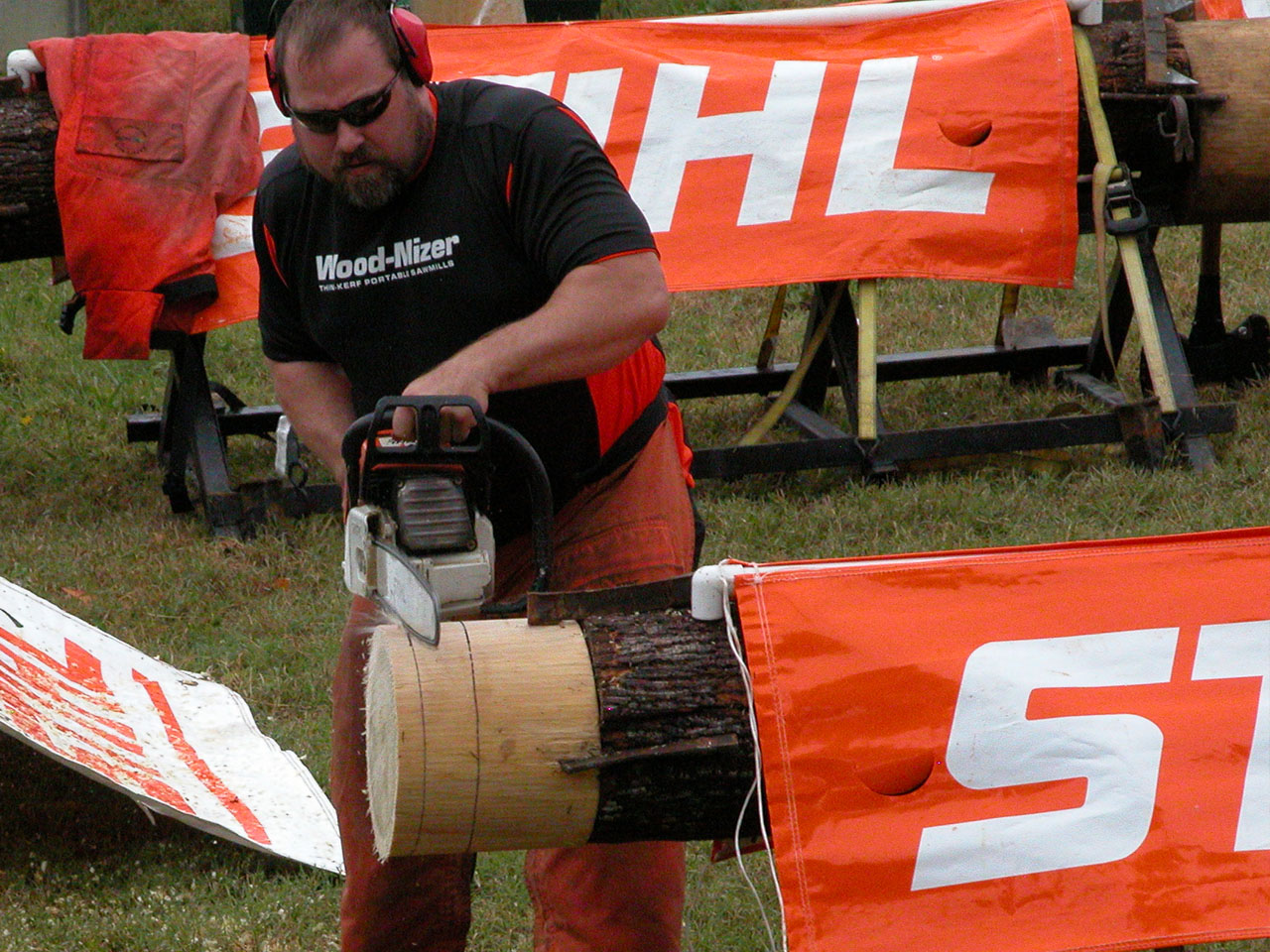
Дисциплина «Stock Saw».

Эта дисциплина имитирует рубку поваленного дерева: ствол диаметром 32 см спортсмен должен разрубить нанося удары топором с обеих сторон. При выполнении упражнения атлет стоит на стволе. Удары, наносимые лишь с одной стороны ствола, приводят к дисквалификации. Лучший результат в этой дисциплине — меньше 15 секунд.

### Stock Saw

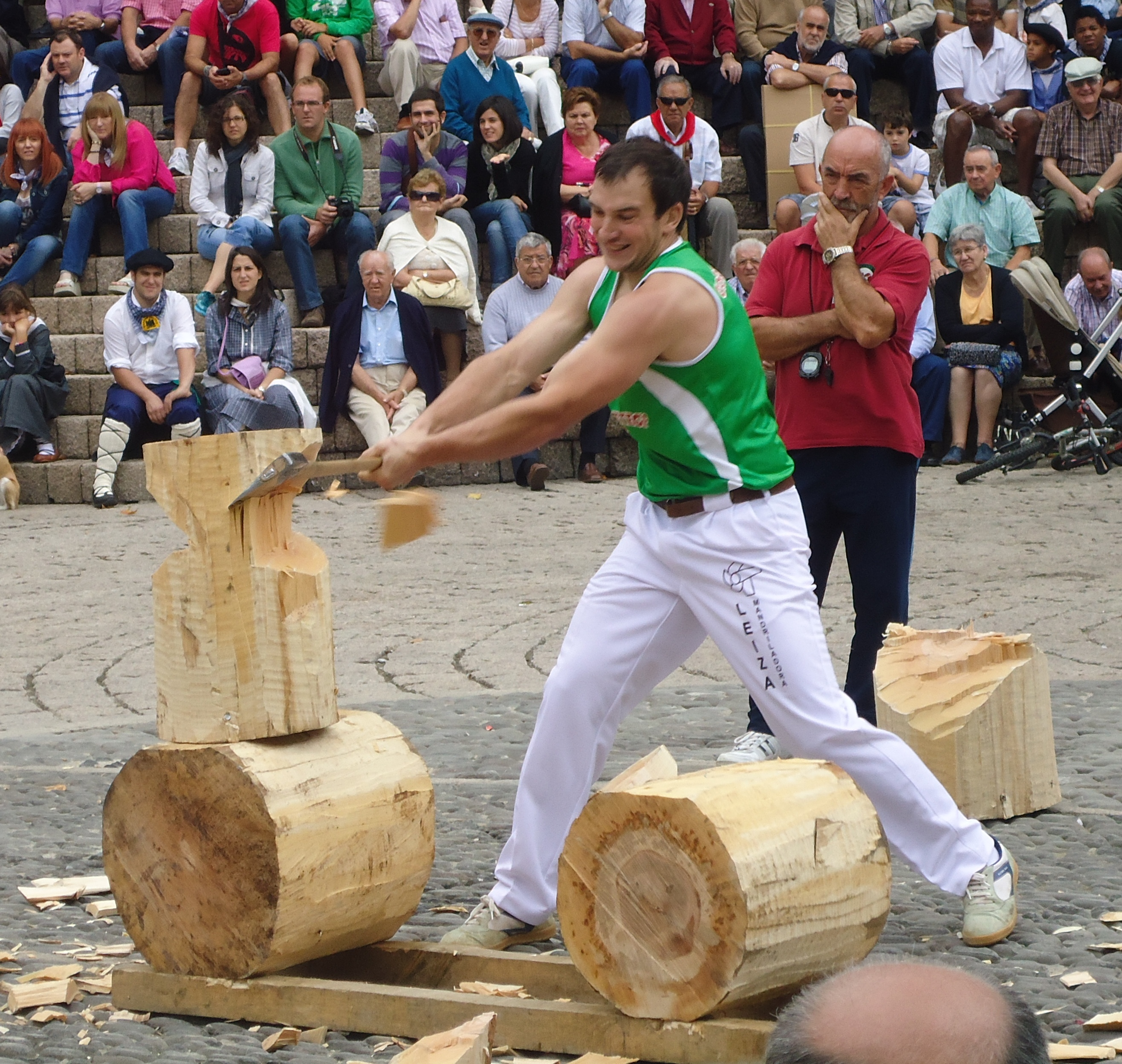
Дисциплина «Standing Block Chop».

Спортсмены должны отпилить бензопилой в заводской комплектации от горизонтально лежащего бревна толщиной 40 см два диска определённой толщины. Если толщина дисков не укладывается в допуски, спортсмен дисквалифицируется. Лучший результат в этой дисциплине составляет менее 10 с.

### Standing Block Chop

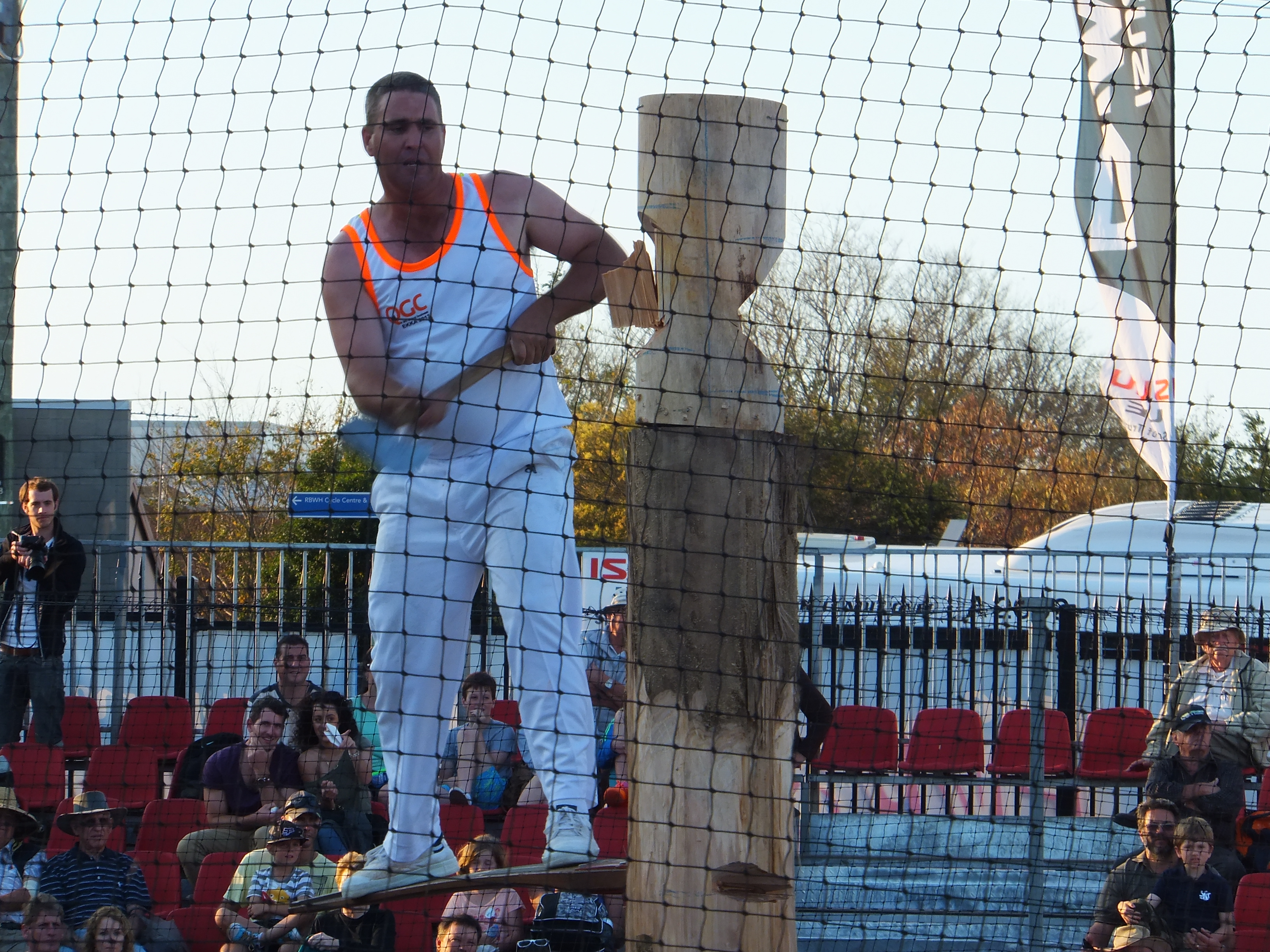
Дисциплина «Springboard».

Вертикально установленное бревно диаметром 30 см нужно разрубить ударами топора с обеих сторон. Установленный в 2003 году и продержавшийся 14 лет мировой рекорд составлял 12,11 с.

### Single Buck
Одноручной пилой спортсмен должен отпилить диск от горизонтального бревна диаметром 46 см. Для уменьшения трения разрешается наносить на пилу масло. Помощник спортсмена имеет право вбивать клин в разрез. Лучший результат — менее 10 с.

### Springboard
3-метровое бревно устанавливается вертикально. Атлет вырубает в бревне выемку, в которой устанавливает подножку (англ. Springboard). Далее спортсмен становится на подножку и вырубает следующую выемку. Таким образом он поднимается на самый верх, где должен отрубить верхнюю часть бревна, диаметр которой составляет 27 см. Опытные спортсмены справляются с заданием менее чем за 40 с.

### Hot Saw
От бревна диаметром 46 см участник специально модифицированной бензопилой отрезает три диска определённой толщины. Опытные участники тратят на это менее 6 с.